# Побережник рудоголовий
Побережник рудоголовий (Calidris ruficollis) — вид сивкоподібних птахів родини баранцевих (Scolopacidae).

## Поширення
Птах гніздиться на Чукотці і Алясці. Зимує від східної Індії, М'янми, південного Китаю та Тайваню до Філіппін, Індонезії, Соломонових островів, Австралії та Нової Зеландії. У період розмноження вид використовує низькогірні гірські тундри в субальпійському поясі. У нерозмножувальний період населяє прибережні та припливно-відливні мули, бухти, затоки та лагуни, але також використовує прісноводні, солонуваті та солоні водно-болотні угіддя та іноді піщані пляжі та скелясті берегові лінії.

## Опис
Довжина тіла 13-16 см, розмах крил 29-33 см, маса тіла 18-51 г.